# Cycnoderus
Cycnoderus is een kevergeslacht uit de familie van de boktorren (Cerambycidae). De wetenschappelijke naam van het geslacht werd voor het eerst geldig gepubliceerd in 1834 door Audinet-Serville.

## Soorten
Cycnoderus omvat de volgende soorten:
- Cycnoderus barbatus Gounelle, 1911
- Cycnoderus dispar Gounelle, 1911
- Cycnoderus brevicolle Giesbert & Chemsak, 1993
- Cycnoderus chlorizans Chevrolat, 1859
- Cycnoderus copei Giesbert & Chemsak, 1993
- Cycnoderus expeditus Chevrolat, 1859
- Cycnoderus guatemalicus Giesbert & Chemsak, 1993
- Cycnoderus intinctus (Pascoe, 1866)
- Cycnoderus lividus Giesbert & Chemsak, 1993
- Cycnoderus maestulus (Pascoe, 1866)
- Cycnoderus rufithorax Gounelle, 1911
- Cycnoderus tenuatus Audinet-Serville, 1834
- Cycnoderus virginiae Giesbert & Chemsak, 1993